# Піщанський краєзнавчий музей
Піщанський краєзнавчий музей — музей у смт Піщанка Вінницької області. Музей створений у 1987 році. Основним збирачем експонатів був ветеран війни та праці В. Бершадський, який згодом став першим директором музею.
Нині колекція музею налічує майже 1100 предметів. Щорічна кількість відвідувачів — понад 3000 осіб.
Значну частину музейної збірки становлять предмети побуту та знаряддя праці селян Східного Поділля, українські сорочки XIX—ХХ ст., матеріали міжвоєнного часу та Німецько-радянської війни, твори декоративно-ужиткового мистецтва.
Експозиція музею розташована в трьох приміщеннях: перше присвячене традиційному побуту і ремеслам жителів Піщанського району кін. XIX—I пол. XX ст., друге — основним подіям в історії краю XX ст. (Українська революція, Голодомор 1932—1933 рр., Друга світова війна, відбудова народного господарства, здобуття Україною незалежності), третє — виставковий зал, де проводяться виставки картин і творів декоративно-ужиткового мистецтва місцевих майстрів.
Музей працює з 9:00 до 17:00. Вихідні: неділя, понеділок.

## Галерея

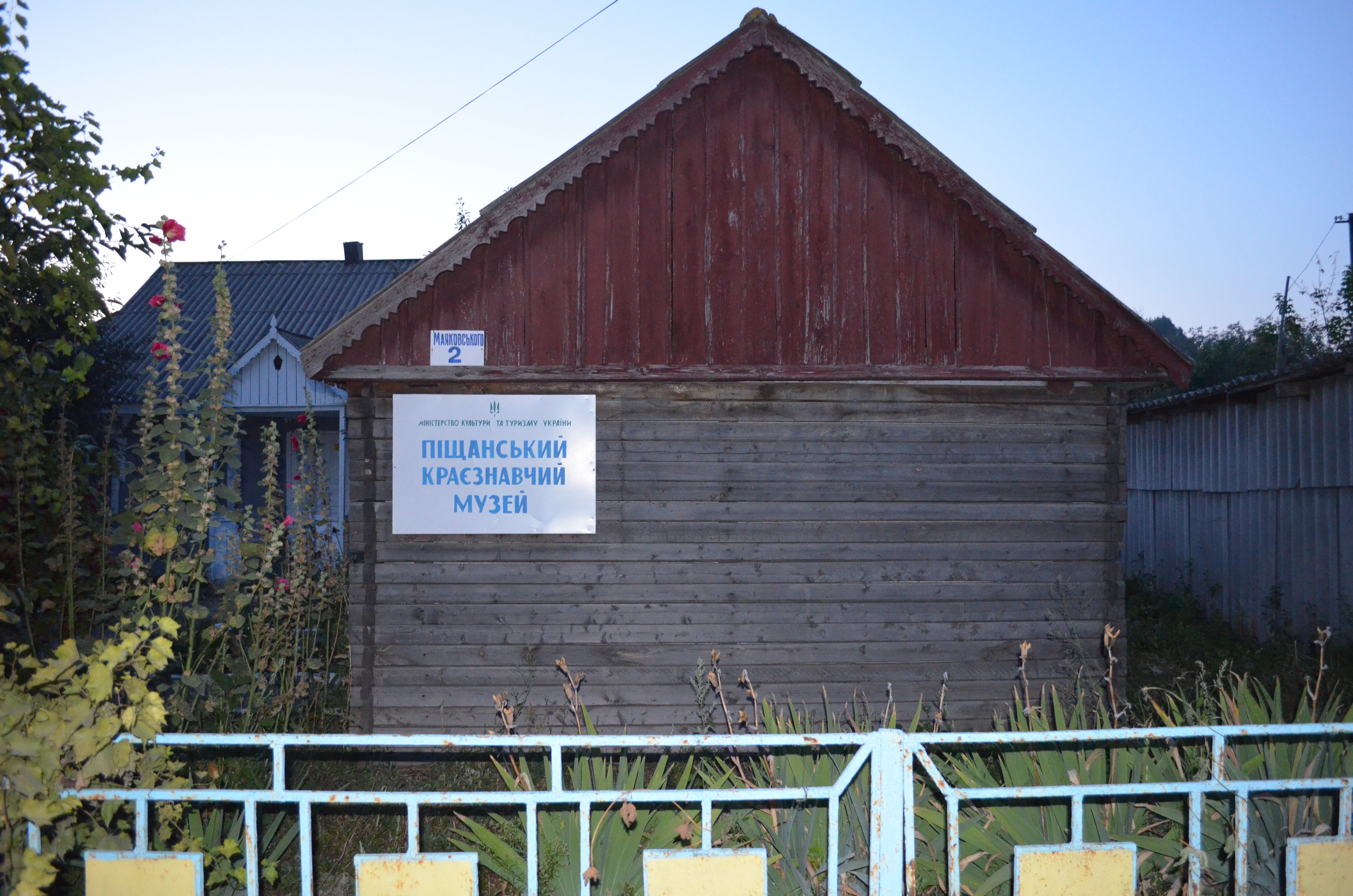
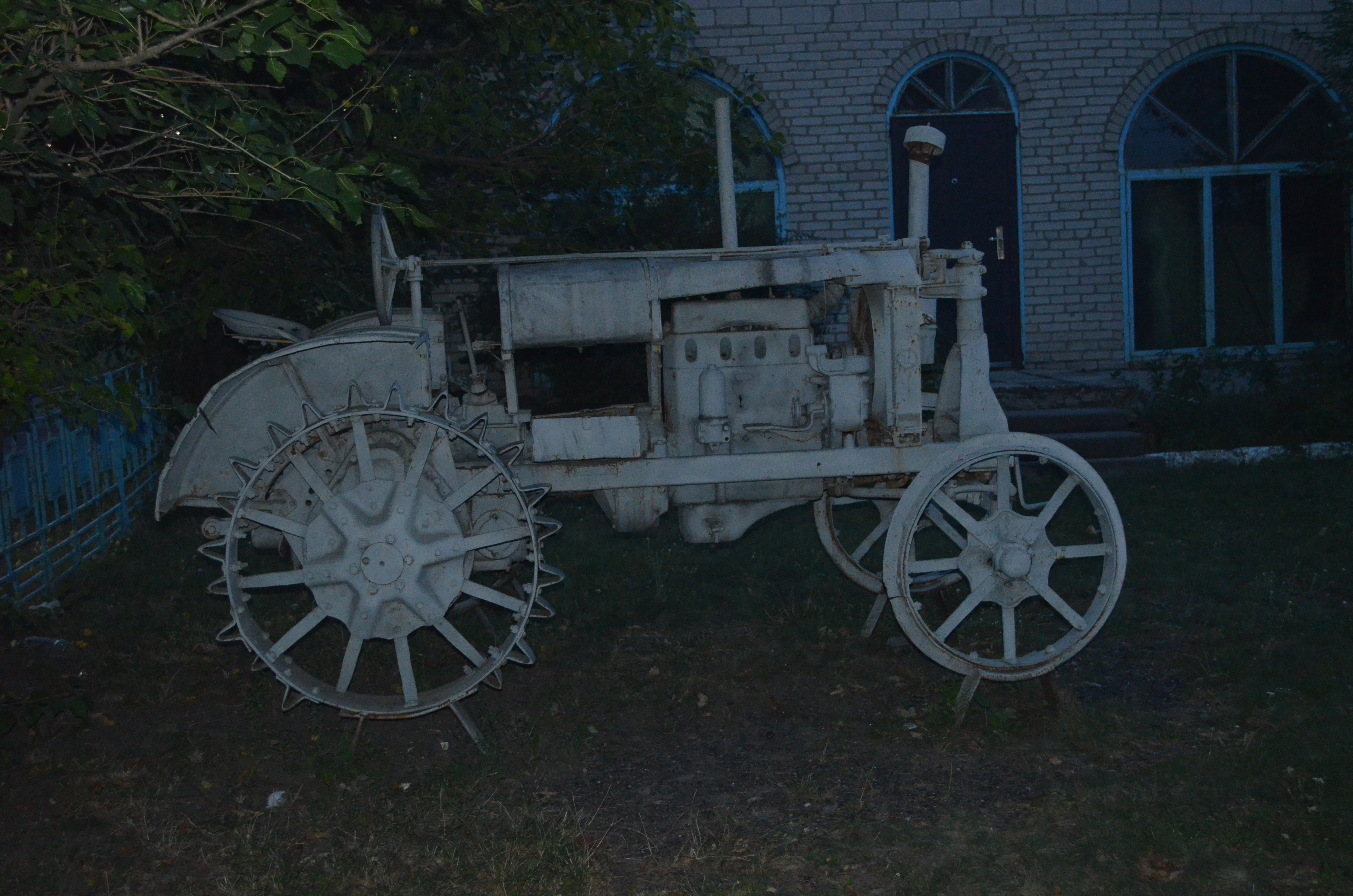